# Stora Mossen (Igelfors)
Stora Mossen (Igelfors) este o arie protejată (arie specială de conservare — SAC, sit de importanță comunitară — SCI, arie de protecție specială avifaunistică — SPA) din Suedia întinsă pe o suprafață de 392,1 ha, integral pe uscat.

## Localizare
Centrul sitului Stora Mossen (Igelfors) este situat la coordonatele 58°50′50″N 15°36′59″E / 58.8471°N 15.6165°E.

## Înființare
Situl Stora Mossen (Igelfors) a fost declarat sit de importanță comunitară în aprilie 2004 pentru a proteja 4 specii de animale. Alte tipuri de protecție:
- arie de protecție specială avifaunistică (în aprilie 2004)[2]
- arie specială de conservare (în ianuarie 2014)[1][3][4]

## Biodiversitate
Situată în ecoregiunea boreală, aria protejată conține 4 habitate naturale: Mlaștini împădurite, Lacuri și iazuri distrofice naturale, Mlaștini turboase de tranziție și turbării mișcătoare, Taiga vestică.
La baza desemnării sitului se află mai multe specii protejate de  păsări (4): ciocănitoare neagră (Dryocopus martius), cocor (Grus grus), vultur pescar (Pandion haliaetus), cocoșul de mesteacăn (Tetrao tetrix tetrix).